# 全日本軟式野球連盟
公益財団法人全日本軟式野球連盟（ぜんにほんなんしきやきゅうれんめい、英: JAPAN RUBBER BASEBALL ASSOCIATION）とは、日本の公益法人でアマチュア野球の中央競技団体の1つである。

## 概要
通称では「全軟連」あるいは "JSBB" と呼ばれる。英文名称は定款第1章第1条において "JAPAN RUBBER BASEBALL ASSOCIATION" と定めており、連盟名をJOC等で登録する英文名称も同様であるが、連盟発足時はGHQへの許可申請が必要で、GHQ側の見解は「野球とはベースボール（硬式）かソフトボールのどちらかのみ」というものだったため、日本で誕生した "Rubber Ball"（ゴムのボール）が理解されず許可がおりなかった。そこで、やむなくソフトボールを「ソフトボール部会」として連盟に受け入れ "Japan Softball Baseball Association"（略称 JSBB）とすることで認可が降りた。このような経緯から、正式名称としては、"Japan Softball Baseball Association" であり、略称も JSBB となっている。（なおソフトボール部会は1949年に日本ソフトボール協会として分離された。）
正しい軟式野球の普及発展・技術向上を目的に1946年に設立。東京都渋谷区千駄ケ谷四丁目の軟式野球会館内に本部を置き、47都道府県に支部を置く。全国大会の運営、審判員の発掘・養成を主な二本柱として業務している。
加盟チーム数は、一般（社会人）が22519、少年部（中学生）が6952・学童部（小学生）が9852チーム。これら各都道府県支部に登録しているもの以外にも、大学協会440、専門学校40、還暦連盟473、女子軟式124が存在する（2022年現在）。
硬式の社会人野球、大学野球、高校野球と高野連加盟の軟式の高校野球チーム（高野連に加盟しなければ全軟連への加盟が認められる。）を除く全ての軟式野球（専門学校のみは硬式も含む）を統括している。
軟式野球は日本で生まれたスポーツであり、硬式野球と比べて怪我をすることが少なく、用具も硬式用と比べて安く手に入りやすくて競技人口が多い。
また全軟連は、日本スポーツ協会と日本オリンピック委員会(JOC)にも加盟。
なお、準硬式野球として一般に知られている野球は、従来の中空のゴムボール（いわゆる軟式球）を改良して硬式球に使用感がより近いものに改良したボール（軟式H号球）を使用したもので、誕生当初から軟式野球の一部として発展してきた。運営団体・組織体系においても社会人・学生の全ての準硬式野球チームは全日本軟式野球連盟の統括下になっている。
中学校におけるクラブ活動については財団法人日本中学校体育連盟、日本高等学校野球連盟加盟の高校軟式野球部の関連については日本高等学校野球連盟の管轄となるので当該項目を参照のこと。

## 傘下団体・支部

### 一般・少年部・学童部
全国47都道府県支部を予選・連絡会の運営の為に9ブロックに分けて編成。
- 北海道地区（北海道）
- 東北地区（青森・岩手・秋田・宮城・山形・福島）
- 関東地区（茨城・栃木・群馬・埼玉・千葉・東京・神奈川・山梨）
- 北信越地区（長野・新潟・富山・石川・福井）
- 東海地区（静岡・愛知・岐阜・三重）
- 近畿地区（滋賀・京都・大阪・奈良・和歌山・兵庫）
- 中国地区（岡山・鳥取・広島・島根・山口）
- 四国地区（香川・愛媛・徳島・高知）
- 九州地区（福岡・大分・佐賀・長崎・熊本・宮崎・鹿児島・沖縄）

### 大学
- 全日本大学軟式野球協会
  - 全日本大学準硬式野球連盟
  - 全日本大学軟式野球連盟

※注記：類似名称の団体である全日本学生軟式野球連盟は関連団体組織ではない。詳細は各記事中の解説を参照の事。

### 専門学校
- 全国専門学校野球連盟
  - 軟式の部
  - 硬式の部

### 還暦
- 全日本還暦軟式野球連盟
  - 各都道府県還暦軟式野球連盟

全日本還暦軟式野球選手権大会 毎年9月末開催
（各県予選を勝ち抜いたチームなどによって争われる ）

## 主催大会
※参加対象は各都道府県47支部に所属の一般（社会人）・少年部（中学生）・学童部（小学生）のみ。大学・専門学校・還暦チームについては当該の項目を参照の事。
- 天皇賜杯全日本軟式野球大会 10月前半 （ENEOSトーナメント、一般Aクラス）
- 高松宮賜杯全日本軟式野球大会1部 9月中旬 （一般Bクラス）
- 高松宮賜杯全日本軟式野球大会2部 9月初旬 （一般Cクラス）
- スポニチ杯全日本軟式野球大会 11月下旬（年間王座決定戦）
- 高円宮賜杯全日本学童軟式野球大会（マクドナルド・トーナメント） 8月初旬
- 全日本少年軟式野球大会
- 全日本少年春季軟式野球大会（ニッセイトーナメント）
- 全日本中学女子軟式野球大会
- 国民体育大会
  - 軟式野球競技会 10月後半
    - 一般A （従来は、39歳以下が対象だが、2008年以降は一般の部として一般Bや成年の部と一本化される。）
    - 一般B （従来は、39歳以下でかつ前年の天皇賜杯全日本軟式野球大会出場選手は禁止などの条件あった。2008年以降は一般の部として一本化される。）
    - 成年 （40歳以上が対象だが、日本スポーツマスターズが開催され始めたことにより、2008年より一般の部として一本化される。）
- 東日本軟式野球大会1部 6月初旬～中旬 （一般の部Bクラス登録チームが対象）
- 東日本軟式野球大会2部 5月後半 （一般の部Cクラス登録チームが対象）
- 西日本軟式野球大会1部 5月初旬 （一般の部Bクラス登録チームが対象）
- 西日本軟式野球大会2部 5月中旬 （一般の部Cクラス登録チームが対象）
- 水戸市長旗東日本軟式野球選手権大会 11月初旬
- 西日本軟式野球選手権大会 11月初旬
- 中部日本都市対抗軟式野球大会 11月中旬
- 日本スポーツマスターズ 9月後半